# ناکون پانوم
ناکون پانوم (به تایلندی: นครพนม) یک شهر در تایلند است که در استان ناکون پانوم واقع شده‌است.

## خصوصیات
ناکون پانوم  ۲۷٬۵۹۱ نفر جمعیت دارد و ۱۴۹ متر بالاتر از سطح دریا واقع شده‌است.